# Radóc (Szlovákia)
Radóc (1890-ig Radobicza, szlovákul Radobica) község Szlovákiában, a Trencséni kerületben, a Privigyei járásban.

## Fekvése
Privigyétől 27 km-re, délnyugatra fekszik.

## Története
A falu a 13.-14. század fordulóján keletkezett.[forrás?]
1324-ben "Radobicza" néven említik először. 1352-ben a nyitrai káptalan oklevele "Radowiche" alakban említi a Simonyi család birtokaként. 1535-ben Bars vármegye adóösszeírásában "Radobycha" néven szerepel zsellérek falujaként. 1536-ban 6 portával adózott. 1601-ben 26 ház és egy major található a településen. A 17. századtól a Simonyi és Majthényi család osztozott a birtokán. Radóc a közepes nagyságú falvak közé számított, lakói kézművesek és földművesek voltak. Kézművesei főként a szitakészítő, kovács, molnár, ács, vagy kocsmáros mesterségek valamelyikét bírták. 1720-ban 15 adózó háztartása volt. A 18. századtól lakói az állattartáson kívül főként komlót termesztettek. 1828-ban 401-en, 1888-ban 393-an lakták. Lakói közül többen külföldön, főként Ausztriában, Csehországban, Németországban is dolgoztak.
Vályi András szerint "RADOBICZA. Tót falu Bars Vármegyében, földes Urai Simonyi, és Majthényi Uraságok, lakosai katolikusok, és másfélék is, fekszik Oszlánnak szomszédságában, mellynek filiája, a’ körűlette fekvő hegyeken majorok is találtatnak; határja közép termékenységű, juhokat, és ketskéket számosan tartanak, komlós kertyei is vagynak, második osztálybéli."
Fényes Elek szerint "Radobicza, tót falu, Bars, most A.-Nyitra vmegyében, ut. post. Oszlánhoz 1 mfdnyire, 401 hath. lak., kik sok gyümölcsöt, káposztát, komlót termesztenek. F. u. többen."
A trianoni békeszerződésig Bars vármegye Oszlányi járásához tartozott.

## Népessége
| Év:            | 1994. | 2004.   | 2014.   | 2024.   |
| -------------- | ----- | ------- | ------- | ------- |
| Emberek száma: | 621   | 566     | 555     | 574     |
| Eltérés:       |       | -8,85 % | -1,94 % | +3,42 % |

| Év:            | 2023. | 2024.   |
| -------------- | ----- | ------- |
| Emberek száma: | 580   | 574     |
| Eltérés:       |       | -1,03 % |

1910-ben 731-en, túlnyomórészt szlovákok lakták.
2001-ben 589 lakosából 539 szlovák volt.
2011-ben 529 lakosából 519 szlovák.

## Külső hivatkozások
- Községinfó
- Radóc Szlovákia térképén
- E-obce.sk Archiválva 2008. október 22-i dátummal a Wayback Machine-ben